# Municipio de Elling
El municipio de Elling (en inglés: Elling Township) es un municipio ubicado en el condado de Pierce en el estado estadounidense de Dakota del Norte. En el año 2010 tenía una población de 46 habitantes y una densidad poblacional de 0,49 personas por km².

## Geografía
El municipio de Elling se encuentra ubicado en las coordenadas 48°4′21″N 100°9′43″O / 48.07250, -100.16194. Según la Oficina del Censo de los Estados Unidos, el municipio tiene una superficie total de 93.87 km², de la cual 88,62 km² corresponden a tierra firme y (5,6 %) 5,26 km² es agua.

## Demografía
Según el censo de 2010, había 46 personas residiendo en el municipio de Elling. La densidad de población era de 0,49 hab./km². De los 46 habitantes, el municipio de Elling estaba compuesto por el 86,96 % blancos, el 10,87 % eran afroamericanos y el 2,17 % eran de una mezcla de razas. Del total de la población el 0 % eran hispanos o latinos de cualquier raza.